# Enzo Benedetto
Pour les articles homonymes, voir Benedetto.
Enzo Benedetto (Reggio de Calabre, 10 novembre 1905 – Rome, 27 mai 1993) est un peintre et un écrivain italien.
Il a vécu à Reggio de Calabre et à Rome. Benedetto, rebaptisé « Record » par Filippo Tommaso Marinetti, est venu au futurisme en 1924, connaissant Mino Somenzi, et a été actif en tant que futuriste et jusqu'à sa mort, en devenant un précurseur du néo-futurisme contemporain.

## Biographie
En 1924, à Reggio de Calabre, il supervise le magazine Originalità [Originalité], par la publication d'un éditorial de Marinetti sur le futurisme à la 14e biennale de Venise. En 1925, il édite avec Libero de Libero, le magazine Interplanetario [Interplanétaire], connu pour avoir accueilli les premiers écrits d'Alberto Moravia.
En 1926, il promeut la salle consacrée aux futuristes pour la 4e biennale de l'art calabraise à Reggio de Calabre, organisée par Alfonso Frangipane, qui exposait entre autres, Depero, Dottori, Tato, Fillia, Pozzo, Benedetta Marinetti et lui-même. Il s'installe à Rome en 1931 et adhère au Manifeste de l'Aéropeinture.
En 1930, il publie Viaggio al pianeta Marte [Voyage sur la planète Mars], roman de science-fiction, encarté dans le quotidien Il Popolo di Calabria.
Pendant la seconde Guerre mondiale, il est emprisonné en Afrique par les troupes britanniques jusqu'à la fin du conflit. Benedetto poursuit ses activités dans le futurisme également dans la seconde moitié du siècle.
En 1951 à Bologne, il participe au Palazzo del Podestà, à l'exposition collective de « l'Exposition nationale de peinture et de sculpture futuriste », avec Raymond Acquaviva, Giacomo Balla, Primo Conti, Tullio Crali, Fortunato Depero, Gerardo Dottori.
Dans les années 1950, et jusqu'à 1993, il fonde et dirige les revues Arte Viva [Art Vivant], puis à partir de 1969 à 1993, Futurismo-Oggi [Futurisme-aujourd'hui], du même nom que le manifeste de 1967, signé également par d'autres représentants du deuxième futurisme, d'avant la seconde guerre mondiale, notamment Geppo Tedeschi. Futurismo Oggi a fait l'objet entre autres, d'acquisitions pour les collections et archives du MoMa de New York et du Centre Georges Pompidou à Paris, ainsi que les écrits des critiques tels que Francesco Grisi, Marzio Pinottini, Gino Agnese, Luigi Tallarico, Mario Verdone, Giovanni Lista, Giorgio Di Genova et d'autres.
En 1991, une exposition rétrospective de l'ensemble de son œuvre lui est consacrée à Rome, organisée par le ministère de la Culture et l'Université de « La Sapienza », à l'intérieur de laquelle sont présentées 84 toiles et sculptures.
En 2004, à l'occasion du centenaire de sa naissance, le Maon Museo di Rende de Cosenza, a organisé l'exposition « Benedetto+Futurismo », sous la direction de Tonino Siculi et Claudio Crescentini.
À l'occasion du centenaire du futurisme en 2009, a lieu la rétrospective « Enzo Benedetto » à la galerie d'art Il Marzocco à Rome.

## Œuvres
- Viaggio al pianeta Marte, dans al Popolo di Calabria, 1930 ; réimpression, Rome, Arte Viva, 1971 (OCLC 799439889).
- Racconti del tempo perduto, Rome, Arte Viva, 1968 (OCLC 635670437).
- Parole sotto vuoto, Arte Viva, 1969 (OCLC 888875647).
- Vita e miracoli di un ente pubblico, Rome, Arte Viva, 1969 (OCLC 956116698).
- La fretta, Roma, Edizioni Nazionali, 1970.
- Malmerendi futurista, Rome, Arte Viva, 1973 (OCLC 797794646).
- IV dimensione. Dinamismo-plastico, Rome, Arte Viva, 1973.
- Futurismo cento X 100, Rome, Arte Viva, 1975 (OCLC 463735707).